# Condé (Pferd)
Condé (* 1766; † 1804) war das letzte und bekannteste Leibreitpferd Friedrichs des Großen.

## Leben
Der Fliegenschimmel-Wallach wurde als Elfjähriger 1777 in England für Friedrichs Marstall erworben und erst in diesem Alter von Stallmeister Wetge zugeritten. Nach dem ersten Ausritt gab ihm der König seinen Namen. Condé trug nun wie viele Pferde Friedrichs den Namen einer bekannten Persönlichkeit; er wurde nach Louis II. de Bourbon-Condé benannt und avancierte schnell zum Lieblingspferd des Königs. Das Tier wurde im Schlosspark in Potsdam gehalten und soll viele Privilegien genossen haben, so auch das Betreten des Runden Salons. Über die Beanspruchung des Pferdes gibt es unterschiedliche Zeugnisse. In Theodor Fontanes Roman Vor dem Sturm wird das Tier erwähnt und man gewinnt aus der Schilderung, die sich auf einen Bericht von Friedrich August Ludwig von der Marwitz stützt, den Eindruck, der König habe es täglich geritten. Von enger Vertrautheit zwischen Pferd und Reiter zeugt ein Bericht über den Antrittsbesuch des späteren Vorlesers Friedrichs, Girolamo Lucchesini:

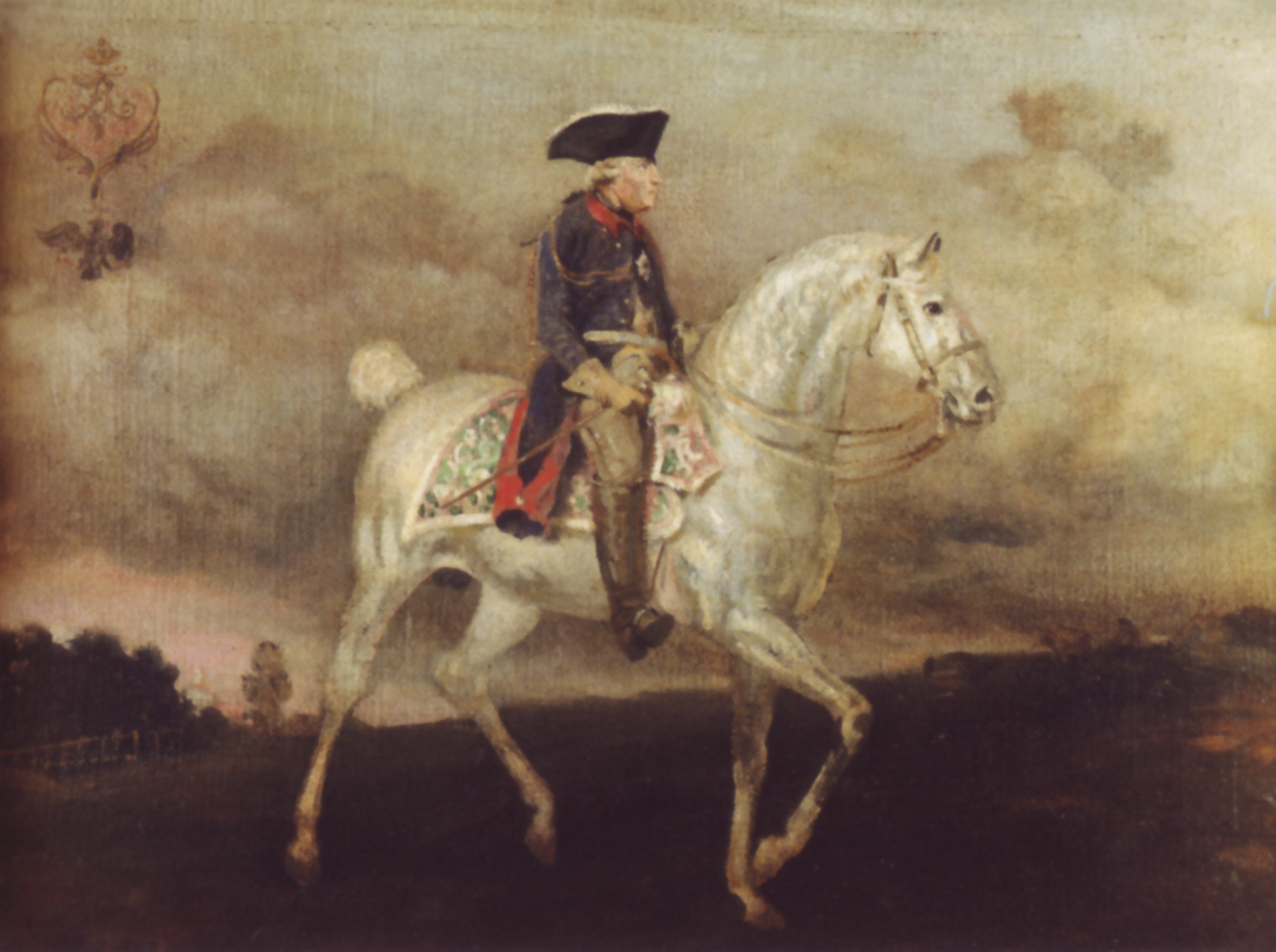
Friedrich II. auf Condé; zeitgenössisches Gemälde

Auf seinem Leibpferd „Condé“ hockt der fast Siebzigjährige schon seit Stunden, ohne daß Lucchesini eine Gelegenheit gehabt hätte, den König zu begrüßen… Jetzt sitzt der König endlich ab. […] Während des Gesprächs trabt der „Condé“ immer hinter dem König her und beschnuppert seine Rocktaschen, aus denen sich das Pferd Melonenschnitten und Feigen hervorzieht. Der König lässt sich dadurch nicht stören…
Budras/Berg behaupten hingegen, das Pferd sei nur gelegentlich zum Einsatz gekommen und habe ein eher geruhsames Leben geführt. Die Abnutzungserscheinungen am Skelett und an den Zähnen lassen in der Tat darauf schließen, dass Condé nicht überbelastet wurde; allerdings weist das Nasenbein Spuren eines engen Riemens und wohl auch häufiger Zügelung auf.

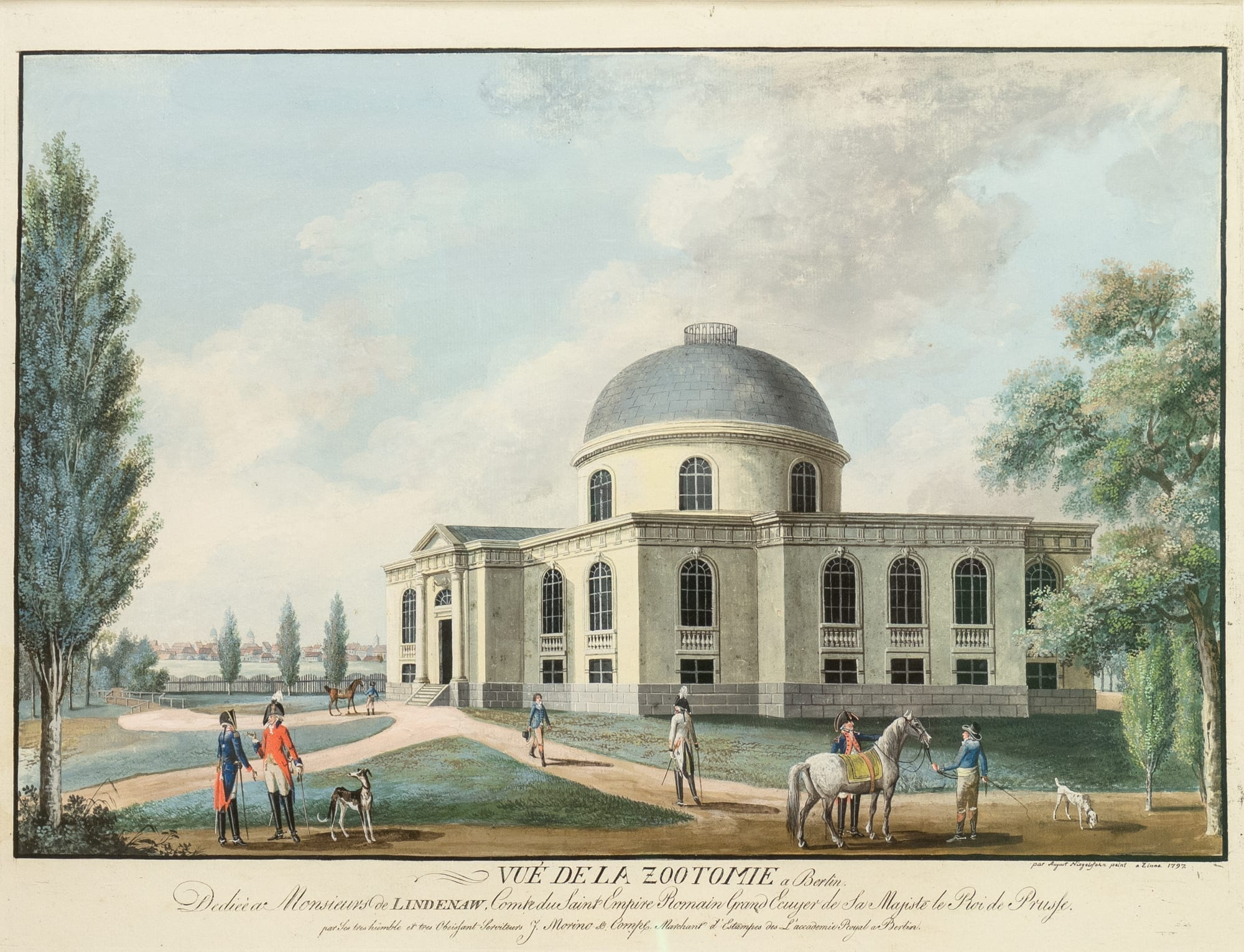
A. Niegelsjahr, Condé vor dem Langhansbau

Der letzte Ausritt Friedrichs des Großen auf Condé fand am 4. Juli 1786 statt; wenige Wochen später starb der König. Condé wurde nun zunächst im Gestüt Neustadt/Dosse untergebracht und 1790 in der Königlichen Tierarzneischule in Berlin. Dort starb er in dem für ein Pferd ungewöhnlich hohen Alter von 38 Jahren.

## Präparate

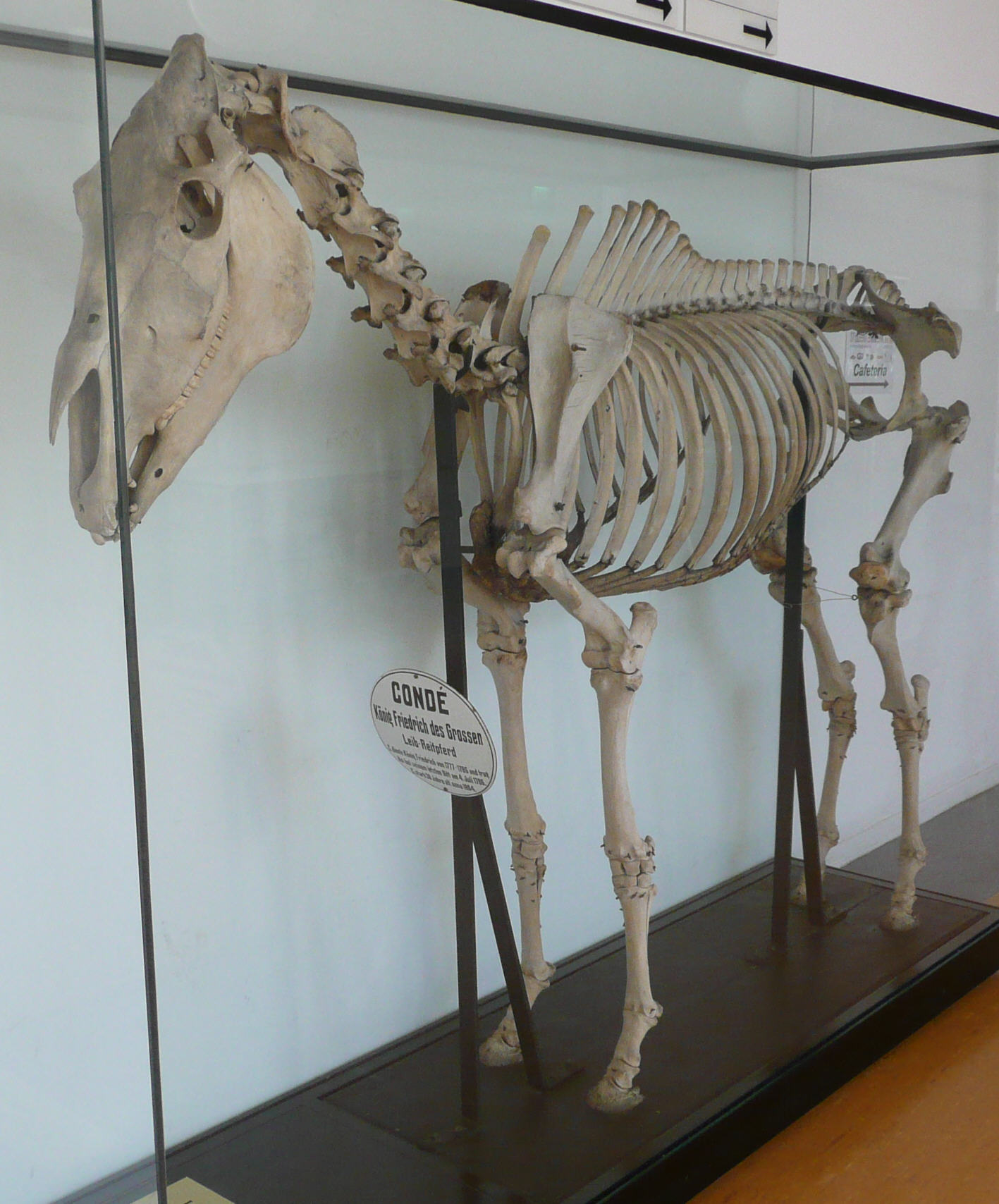
Condés Skelett

Seine Haut wurde präpariert und ausgestopft und zusammen mit dem blausamtenen Geschirr, das Condé zu Lebzeiten getragen hatte, im Langhans-Kuppelbau, der zur späteren Tierärztlichen Hochschule von Berlin gehörte, aufbewahrt. Später war das Präparat im Hohenzollern-Museum, aus dem das Deutsche Historische Museum hervorgegangen ist, ausgestellt. Nachdem es durch mutwillige Beschädigungen durch Besucher schon sehr gelitten hatte, wurde es im Zweiten Weltkrieg durch eine Luftmine zerstört.
Condés Skelett wurde ebenfalls präpariert und im Langhansschen Kuppelbau ausgestellt. Im Jahr 1838 verfasste der Anatomieprofessor Ernst Friedrich Gurlt eine Beschreibung des Knochengerüsts. 1902 wurde das Anatomische Museum und mit ihm Condés Skelett in der Veterinär-Anatomie untergebracht. Wohl zu diesem Zeitpunkt erhielt es eine ovale Emailletafel, auf der Condés Rolle als Reitpferd Friedrichs erwähnt wird. Heute gehört das Skelett zu den Sammlungsbeständen der FU Berlin und befindet sich im Anatomischen Museum des Institutes für Veterinär-Anatomie in Dahlem. Das Skelett ist derzeit zentrales Ausstellungsobjekt im Hauptflur der Koserstr. 20 und soll eine Verbindung zwischen den im Haus angesiedelten Fachbereichen sein (Veterinärmedizin, Geschichte und Kunstgeschichte).
Condés Schneidezähne waren zum Zeitpunkt seines Todes noch alle vorhanden und nicht vollständig abgerieben. Ebenfalls weist die Kaufläche der Backenzähne nicht den zu erwartenden totalen Abrieb vor. Offenbar wurde der Wallach verhältnismäßig selten mit Raufutter ernährt. Auch die Knochen selbst weisen mit Ausnahme des schon erwähnten Schadens am Nasenbein keine Abnutzungserscheinungen auf, die für ein so altes Pferd typisch wären.

## Condé in Literatur und Kunst

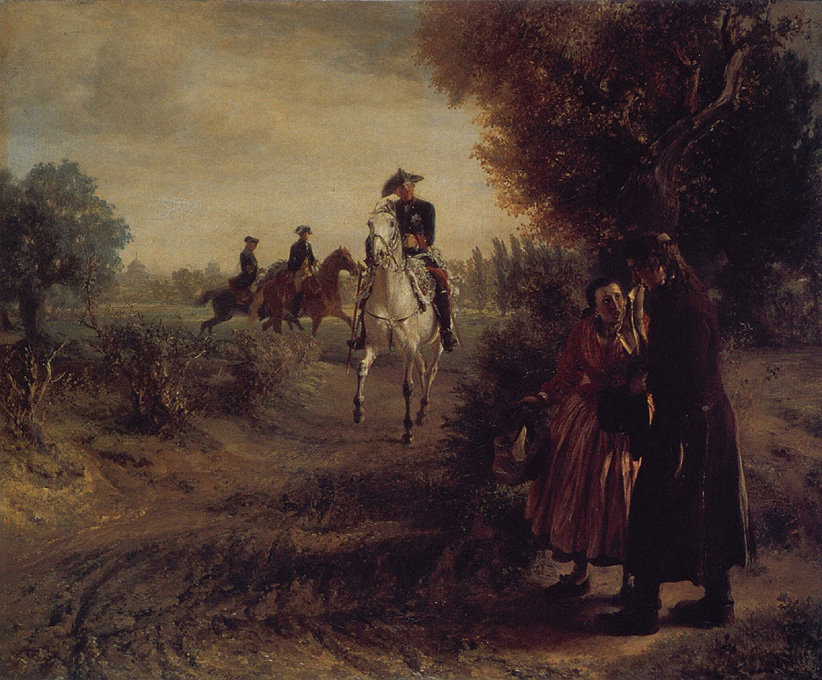
Adolph von Menzel, Die Bittschrift

Condé fand Eingang in Theodor Fontanes Roman Vor dem Sturm. Ein Gemälde von A. Niegelsjahr aus dem Jahr 1797 zeigt ihn vor dem Langhansschen Bauwerk. Das Deutsche Pferdemuseum in Verden an der Aller besitzt einen Kupferstich von Ludwig Wolf aus dem Jahr 1798, der den Titel Condé. Leibreitpferd Sr. Höchstseeligen Majestät Friedrichs des Einzigen. 30 Jahr alt. trägt. Vermutlich ist auch der Schimmel auf dem Gemälde Bittschrift von Adolph von Menzel eine Darstellung Condés. Der Ankauf des Gemäldes wurde zunächst wegen des unköniglich matschigen Weges, auf dem Friedrich der Große reitet, vom preußischen Hof abgelehnt. 1912 kaufte es jedoch Wilhelm II., und bis zu seiner Versteigerung im Jahr 2007 hing es auf Burg Hohenzollern. Christian Daniel Rauch hat sich bei der Anfertigung des Reiterstandbildes von Friedrichs des Großen ebenfalls an den Vorlagen seiner Vorgänger orientiert.